# Liste der Kulturdenkmäler in Sellerich
In der Liste der Kulturdenkmäler in Sellerich sind alle Kulturdenkmäler im Ortsteil Hontheim der rheinland-pfälzischen Ortsgemeinde Sellerich aufgeführt. Im Kernort Sellerich und den Ortsteilen Herscheid und Sellericher Höhe sind keine Kulturdenkmäler ausgewiesen. Grundlage ist die Denkmalliste des Landes Rheinland-Pfalz (Stand: 27. Juni 2022).

## Einzeldenkmäler
| Bezeichnung                  | Lage                                 | Baujahr                            | Beschreibung | Bild                           |
| ---------------------------- | ------------------------------------ | ---------------------------------- | --- | ------------------------------ |
| Backhaus                     | Hontheim, Auf dem Weiher 2 Lage      | zweite Hälfte des 18. Jahrhunderts | bewohnbares Backhaus mit laubenartiger Öffnung, wohl aus der zweiten Hälfte des 18. Jahrhunderts                                                                            | BW                             |
| Grabkreuze und Schlusssteine | Hontheim, In der Held, in Nr. 4 Lage | erste Hälfte des 19. Jahrhunderts  | in der ehemaligen Filialkirche St. Lambert; in den Umfassungsmauern spätgotische Gewölbeschlusssteine, im Chor fünf Grabkreuze, Schiefer, erste Hälfte des 19. Jahrhunderts | weitere Bilder Fotos hochladen |